# Communauté de communes Corbières Salanque Méditerranée
La communauté de communes Corbières Salanque Méditerranée est une communauté de communes française, située dans les départements des Pyrénées-Orientales et de l'Aude, dans la région Occitanie.

## Historique
Cette communauté de communes résulte de la fusion, le 1er janvier 2017, de la communauté de communes des Corbières, de la communauté de communes Salanque - Méditerranée et des communes de Feuilla et Fraissé-des-Corbières issues du Grand Narbonne. Son siège est fixé à Claira.

## Territoire

### Composition
La communauté de communes est composée des 21 communes suivantes :

| Nom                       | Code Insee | Gentilé         | Superficie (km2) | Population (dernière pop. légale) | Densité (hab./km2) |
| ------------------------- | ---------- | --------------- | ---------------- | --------------------------------- | ------------------ |
| Claira (siège)            | 66050      | Clairanencs     | 19,34            | 4 801 (2022)                      | 248                |
| Cucugnan                  | 11113      | Cucugnanais     | 15,33            | 121 (2022)                        | 7,9                |
| Duilhac-sous-Peyrepertuse | 11123      | Duilhacais      | 21,09            | 145 (2022)                        | 6,9                |
| Durban-Corbières          | 11124      | Durbanais       | 25,9             | 644 (2022)                        | 25                 |
| Embres-et-Castelmaure     | 11125      | Embrémaurais    | 32,2             | 158 (2022)                        | 4,9                |
| Feuilla                   | 11143      | Feuillans       | 24,12            | 107 (2022)                        | 4,4                |
| Fitou                     | 11144      | Fitounais       | 30,25            | 1 147 (2022)                      | 38                 |
| Fontjoncouse              | 11152      | Fontjoncousois  | 27,35            | 139 (2022)                        | 5,1                |
| Fraissé-des-Corbières     | 11157      | Fraissiens      | 19,1             | 221 (2022)                        | 12                 |
| Maisons                   | 11213      | Maisonnais      | 12,15            | 52 (2022)                         | 4,3                |
| Montgaillard              | 11245      | Montgaillardais | 16,72            | 37 (2022)                         | 2,2                |
| Padern                    | 11270      | Padernais       | 29,79            | 142 (2022)                        | 4,8                |
| Paziols                   | 11276      | Paziolais       | 28,02            | 528 (2022)                        | 19                 |
| Pia                       | 66141      | Pianencs        | 13,18            | 11 174 (2022)                     | 848                |
| Rouffiac-des-Corbières    | 11326      | Rouffiacais     | 16,04            | 71 (2022)                         | 4,4                |
| Saint-Jean-de-Barrou      | 11345      | Saint-Jeannais  | 7,61             | 269 (2022)                        | 35                 |
| Salses-le-Château         | 66190      | Salséens        | 71,28            | 3 888 (2022)                      | 55                 |
| Soulatgé                  | 11384      | Soulatgeois     | 24,16            | 130 (2022)                        | 5,4                |
| Tuchan                    | 11401      | Tuchanais       | 59,52            | 790 (2022)                        | 13                 |
| Villeneuve-les-Corbières  | 11431      | Villenovais     | 24,31            | 252 (2022)                        | 10                 |
| Villesèque-des-Corbières  | 11436      | Vilasecais      | 31,69            | 379 (2022)                        | 12                 |

### Démographie
| 1968   | 1975   | 1982   | 1990   | 1999   | 2009   | 2014   | 2020   |
| ------ | ------ | ------ | ------ | ------ | ------ | ------ | ------ |
| 11 010 | 10 507 | 11 286 | 13 201 | 14 802 | 19 221 | 21 085 | 23 741 |

## Administration

### Siège
Le siège de la communauté de communes est situé à Claira.

### Les élus
Le conseil communautaire de la communauté de communes se compose de 49 conseillers, représentant chacune des communes membres et élus pour une durée de six ans.
Ils sont répartis comme suit :
| Nombre de conseillers | Communes               |
| --------------------- | ---------------------- |
| 17                    | Pia                    |
| 7                     | Claira                 |
| 6                     | Salses-le-Château      |
| 2                     | Fitou                  |
| 1 (+1 suppléant)      | les 17 autres communes |

### Présidence
| Période | Période  | Identité           | Étiquette | Qualité                              |
| ------- | -------- | ------------------ | --------- | ------------------------------------ |
| 2017    | 2020     | Michel Maffre      | PS        | Maire de Pia (2015 → 2020)           |
| 2020    | En cours | Jean-Jacques Lopez | PS        | Maire de Salses-le-Château (2008 → ) |

### Régime fiscal et budget
Le régime fiscal de la communauté de communes est la fiscalité professionnelle unique (FPU).